# Aymarasilus inti
Aymarasilus inti là một loài ruồi trong họ Asilidae. Aymarasilus inti được Artigas miêu tả năm 1974. Loài này phân bố ở vùng Tân nhiệt đới.